# Nukerke
Nukerke és un nucli del municipi de Maarkedal a la província de Flandes Oriental a la regió flamenca de Bèlgica en la regió aturonda coneguda com les Ardenes Flamenques. L'1 de gener de 1978 fusionà amb Maarkedal. Té uns 2150 habitants per a una superfície de 1194 hectàrees.

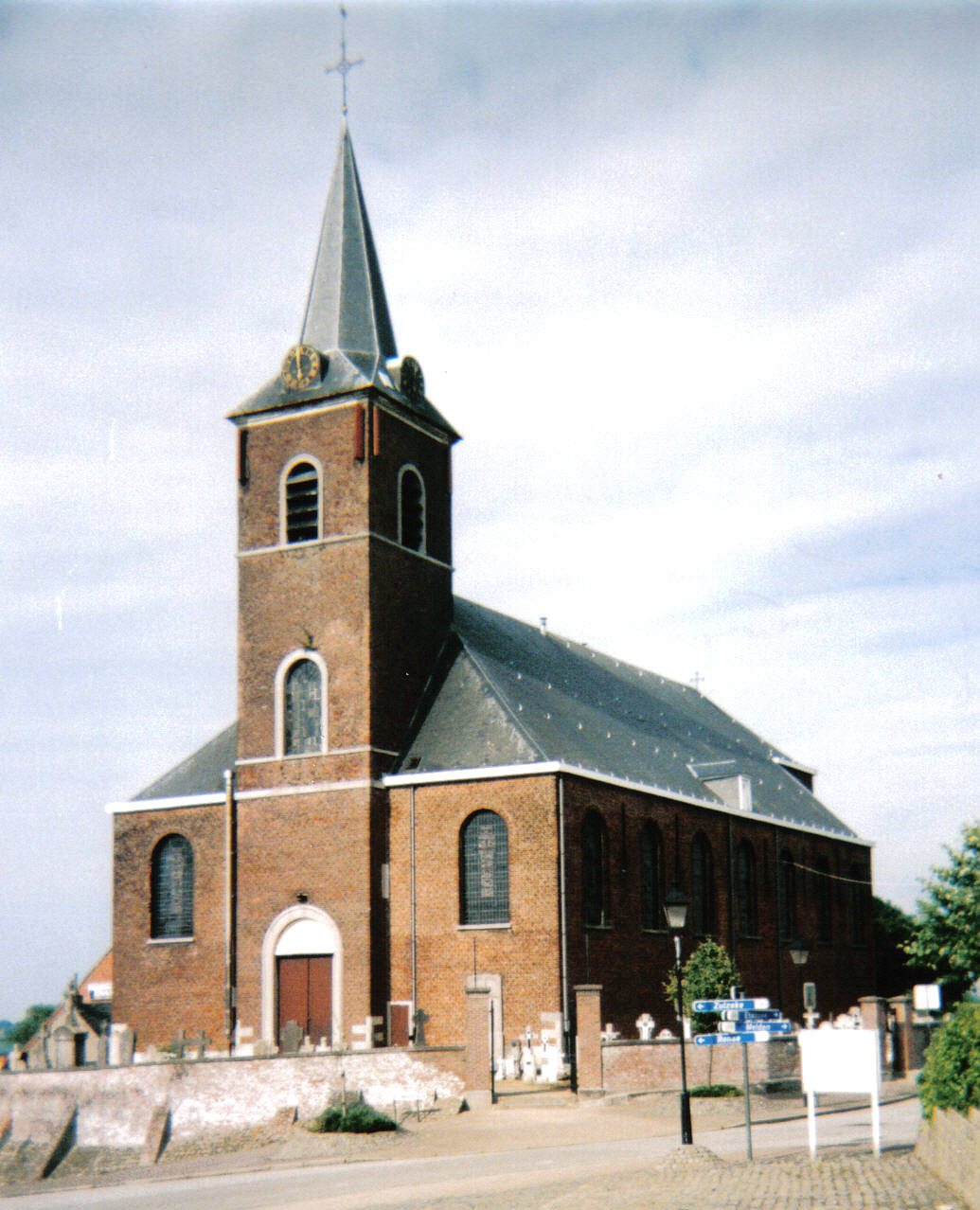
L'església

El primer esment del pobble Nova Ecclesia data del 1116. El poble pertanyia a l'arquebisbat de Cambrai, més tard a l'arquebisbat de Mechelen i actualment al bisbat de Gant.
Des de 1861 es troba a la línia ferroviària Gent-Ronse al qual troba un túnel de 415 m, el primer de Flandes. És un poble rural d'agricultura sensa indústria que aprofita la terra argilosa fèrtil.
És un paisatge amb pujols amb desnivells de 30 a 112 metres sobre el nivell mitjà del mar, creuat per una xarxa de rierols afluents del Holbeek i del Maarkebeke, dels quals el Molenbeek és el principal. Com el seu nom indica (molen = molí) antany hi havia dos molins d'aigua, avui desaparegut. El centre del poble és fal cim d'un pujol d'uns 87 metres. Excepte una limonaderia, no hi ha cap indústria.

## Monuments i llocs d'interès
- El molí «Ter Hengst», darrere molí a vent dels cinc que tenia el poble, reformat i funcional.[3]
- L'església de la Mare de Déu: l'edifici actual data de 1717
- El relleu accidentat i ubèrrim crea paisatges idíl·lics apreciats pels ciclistes i vianants.

## Persones
- De 1964 a 1970 l'escriptor Hugo Claus hi va llogar un mas.
- Marcel Janssens (1931-1992), ciclista, mort a Nukerke
- El pintor Leo Piron
- Joana van der Gheynst, filla il·legítima de Carles V